# Zaglyptus indicus
Zaglyptus indicus là một loài tò vò trong họ Ichneumonidae.